# Brooklyn (equip ciclista)

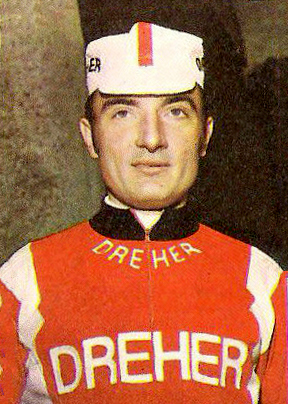
Adriano Passuello al 1970

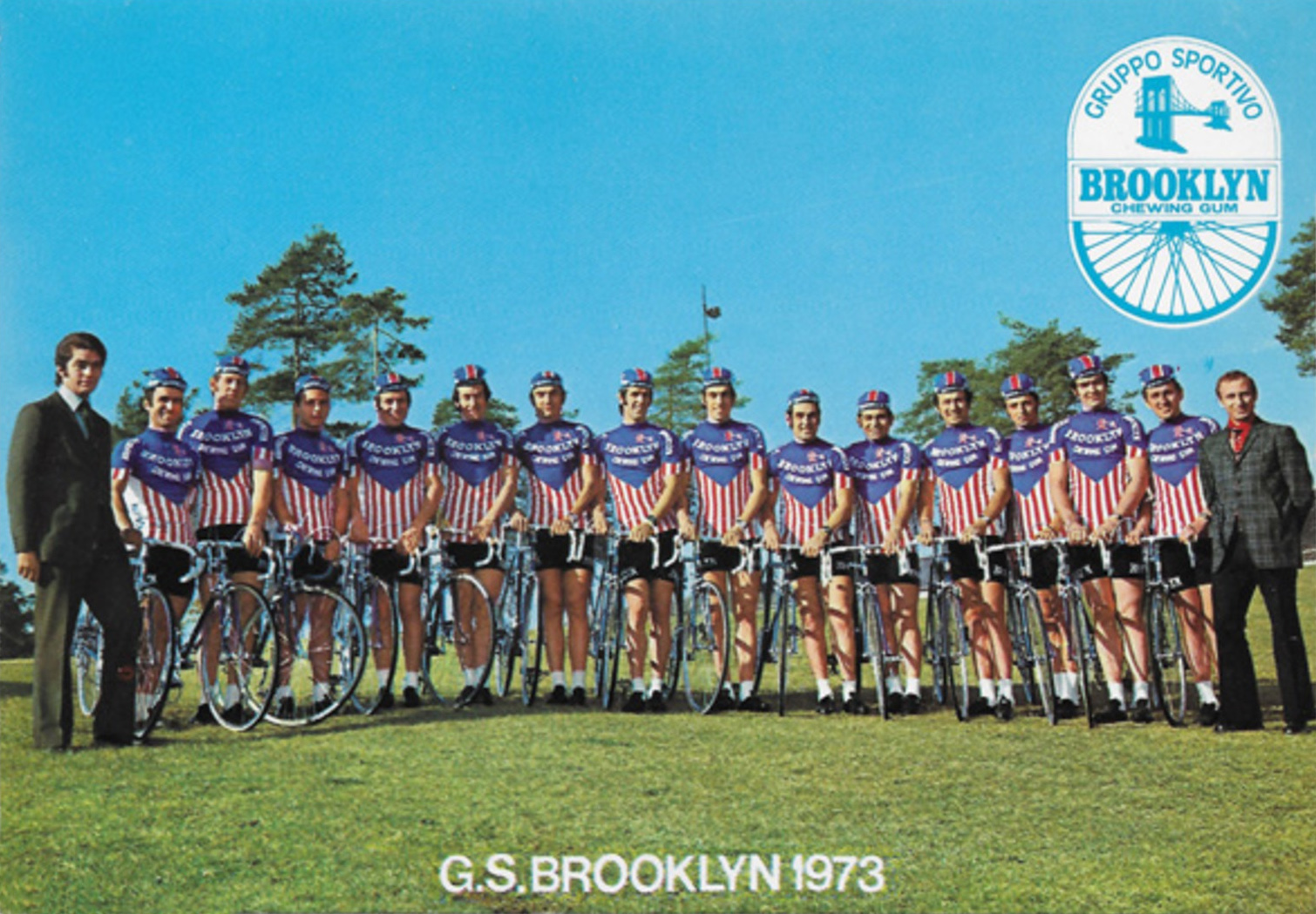
L'equip al 1973

L'equip Brooklyn, conegut anteriorment com a Dreher, va ser un equip ciclista italià, de ciclisme en ruta que va competir entre 1970 a 1977.

## Principals resultats
- París-Roubaix: Roger De Vlaeminck (1972, 1974, 1975, 1977)
- Tirrena-Adriàtica: Roger De Vlaeminck (1972, 1973, 1974, 1975, 1976, 1977)
- Milà-Sanremo: Roger De Vlaeminck (1973)
- Volta a Llombardia: Roger De Vlaeminck (1974, 1976)
- Volta a Suïssa: Roger De Vlaeminck (1975)
- Campionat de Zuric: Roger De Vlaeminck (1975)
- París-Tours: Ronald De Witte (1976)
- Tour de Romandia: Johan De Muynck (1976)
- Tour de Flandes: Roger De Vlaeminck (1977)

### A les grans voltes
- Giro d'Itàlia
  - 8 participacions (1970, 1971, 1972, 1973, 1974, 1975, 1976, 1977)
  - 40 victòries d'etapa:
    - 1 el 1970: Patrick Sercu
    - 4 el 1971: Patrick Sercu (2), Pierfranco Vianelli, Ole Ritter
    - 4 el 1972: Roger De Vlaeminck (4)
    - 4 el 1973: Roger De Vlaeminck (3), Patrick Sercu
    - 5 el 1974: Patrick Sercu (3), Roger De Vlaeminck, Ercole Gualazzini
    - 12 el 1975: Patrick Sercu (3), Roger De Vlaeminck (7), Marcello Osler, Wladimiro Panizza
    - 10 el 1976: Patrick Sercu (3), Roger De Vlaeminck (4), Johan De Muynck, Ronald De Witte, Ercole Gualazzini

  - 0 classificació finals:
  - 5 classificacions secundàries:
    - Classificació per punts: Roger De Vlaeminck (1972, 1974, 1975)
    - Classificació per equips: (1975, 1976)

- Tour de França
  - 2 participacions (1974, 1976)
  - 5 victòries d'etapa:
    - 4 el 1974: Patrick Sercu (3), Ercole Gualazzini
    - 1 el 1976: Aldo Parecchini

  - 2 classificacions secundàries:
    - Classificació per punts: Patrick Sercu (1974)
    - Gran Premi de la muntanya: Giancarlo Bellini (1976)

- Volta a Espanya
  - 0 participacions